# Nell Irvin Painter
Nell Irvin Painter (née Nell Elizabeth Irvin), née le 2 août 1942 à Houston au Texas, est une historienne et historiographe américaine, spécialiste de l'histoire du Sud des États-Unis et des Afro-Américains au XIXe siècle. Elle est professeure émérite de l'université de Princeton et a notamment été présidente de l'Organization of American Historians en 2007 et de la Southern Historical Association (en). On lui doit les biographies de personnalités afro-américaines pionnières dans la lutte pour les droits civiques.

## Biographie
Nell Irvin Painter est née le 2 août 1942 à Houston au Texas. Elle est la fille de Frank Edward Irvin et de Dona McGruder.  Alors qu'elle n'est âgée que de deux mois, sa famille déménage à Oakland, en Californie, attirée par la création d'emplois dans l'industrie de la Défense. Ils s'inscrivent ainsi dans la deuxième vague de la Grande migration afro-américaine depuis le Sud des États-Unis vers les centres urbains.
Après avoir achevée ses études secondaires à la Oakland Technical High School (en) en 1959,, elle est admise à l’université de Californie à Berkeley en 1964 où elle obtient un Bachelor of Arts (licence) avec pour majeure l’anthropologie. Elle continue ses études universitaires à l'université de Californie à Los Angeles où elle obtient un Master of Arts en 1967. En 1974, elle soutient avec succès un Master of Arts  et un Ph.D  à l'université Harvard. Elle étudie également à l'étranger à l'université de Bordeaux en 1962-1963 et à l'université du Ghana en 1965-1966.
Spécialiste de l'histoire du Sud des États-Unis au XIXe siècle, elle enseigne notamment à l'université de Princeton. Elle publie des ouvrages historiques sur le sujet de la migration des Exodusters vers le Kansas à la suite de la guerre de Sécession et de la Reconstruction (Exodusters : Black Migration to Kansas After Reconstruction, Norton, 1976) et sur l'histoire des Afro-Américains (Creating Black Americans : African-American History and Its Meanings, 1619 to the Present, Oxford University Press, 2005). Elle a également écrit des biographies de référence sur des personnalités afro-américaines du XIXe siècle : Hosea Hudson (en) (1898-1988), dirigeant syndical afro-américain et Sojourner Truth (1797-1883), abolitionniste noire américaine. En 2010, elle publie L'Histoire des Blancs (en), traduit en français en 2019, où elle interroge la construction et l'évolution de la notion de « race blanche » depuis l'Antiquité jusqu'à l'Amérique du XXIe siècle,,.
Nell Irvin Painter a reçu des doctorats honoris causa du Dartmouth College, de l'université Wesleyenne et de l'université Yale. Elle a reçu un prix Candace de la Coalition nationale des 100 femmes noires en 1986.
Après avoir pris sa retraite de l'université de Princeton, Nell Irvin Painter étudie les beaux-arts. Elle obtient une licence à l'université Rutgers en 2009 puis un master à l'École de design de Rhode Island. Cette expérience est décrite dans son livre autobiographique, Old in Art School : A Memoir of Starting Over, Counterpoint Press, 2018.

### Vie privée
En 1989, Painter épouse le statisticien Glenn Shafer, co-créateur de la théorie de Dempster-Shafer.

## Œuvres

### Essais
- Exodusters : Black Migration to Kansas After Reconstruction, New York, WW Norton & Co, puis Alfred A. Knopf (réimpr. 1986, 1992) (1re éd. 1976), 320 p. (ISBN 9780394402536, lire en ligne),
- The Narrative of Hosea Hudson (en) : His Life as a Negro Communist in the South, Harvard University Press, rééd. W. W. Norton & Company (réimpr. 1981, 1994) (1re éd. 1979), 432 p. (ISBN 9780393310153, lire en ligne),
- Standing at Armageddon : The United States, 1877-1919, New York, W.W. Norton (réimpr. 2008) (1re éd. 1987), 468 p. (ISBN 9780393331929, lire en ligne)
- Soul Murder and Slavery, Waco, Texas, Baylor University Press, coll. « Charles Edmondson Historical Lectures », 1er septembre 1995, 48 p. (ISBN 9780918954626, lire en ligne),
- Sojourner Truth : A Life, a Symbol, New York, W.W. Norton, 1er septembre 1996, 392 p. (ISBN 9780393027396, lire en ligne),
- Southern History Across the Color Line, University of North Carolina Press, 29 avril 2002, 262 p. (ISBN 978-0-8078-5360-3, lire en ligne),
- Creating Black Americans : African American History and Its Meanings, 1619 to the Present, New York, Oxford University Press USA, 1er octobre 2005, 500 p. (ISBN 9780195137552, lire en ligne),
- The History of White People (en), New York, W. W. Norton, 15 mars 2010, 516 p. (ISBN 9780393049343, lire en ligne),En français: Histoire des Blancs (trad. de l'anglais), Paris, Max Milo, 31 janvier 2019, 427 p. (ISBN 978-2-315-00811-7 et 2315008115, OCLC 1085368495, lire en ligne)
- Old in Art School : A Memoir of Starting Over, Counterpoint Press, 19 juin 2018, 331 p. (ISBN 978-1-64009-061-3),

### Articles
Dans cette liste ne figurent pas ses nombreuses recensions de livres, mais seulement ceux qui permettent de comprendre sa pensée d'historienne.
- « Millenarian Aspects of the Exodus to Kansas of 1879 », Journal of Social History, Vol. 9, No. 3,‎ printemps 1976, p. 331-338 (8 pages) (lire en ligne ),
- « Bias and Synthesis in History », The Journal of American History, Vol. 74, No. 1,‎ juin 1987, p. 109-112 (4 pages) (lire en ligne ),
- « The New Labor History and the Historical Moment », International Journal of Politics, Culture, and Society, Vol. 2, No. 3,‎ printemps 1989, p. 367-370 (4 pages) (lire en ligne ),
- « Of Lily, Linda Brent, and Freud: A Non-Exceptionalist Approach to Race, Class, and Gender in the Slave South », The Georgia Historical Quarterly, Vol. 76, No. 2,‎ été 1992, p. 241-259 (19 pages) (lire en ligne ),
- « Malcolm X across the Genres », The American Historical Review, Vol. 98, No. 2,‎ avril 1993, p. 432-439 (8 pages) (lire en ligne ),
- « Thinking about the Languages of Money and Race: A Response to Michael O'Malley, "Specie and Species" », The American Historical Review, Vol. 99, No. 2,‎ avril 1994, p. 396-404 (9 pages) (lire en ligne )
- « Representing Truth: Sojourner Truth's Knowing and Becoming Known », The Journal of American History, Vol. 81, No. 2,‎ septembre 1994, p. 461-492 (32 pages) (lire en ligne ),
- « Regrets », Signs, Vol. 25, No. 4,‎ été 2000, p. 1213-1214 (2 pages) (lire en ligne ),
- « Introduction: Claudia Tate and the Protocols of Black Literature and Scholarship », The Journal of African American History, Vol. 88, No. 1,‎ hiver 2003, p. 59-65 (7 pages) (lire en ligne ),
- « "Who We Are": Lawrence Levine as William Jamesian Pragmatist and as Gustave de Beaumont », The Journal of American History, Vol. 93, No. 3,‎ décembre 2006, p. 761-771 (11 pages) (lire en ligne ),
- « Was Marie White? The Trajectory of a Question in the United States », The Journal of Southern History, Vol. 74, No. 1,‎ février 2008, p. 3-30 (28 pages) (lire en ligne ),
- « Ralph Waldo Emerson's Saxons », The Journal of American History, Vol. 95, No. 4,‎ mars 2009, p. 977-985 (9 pages) (lire en ligne ),
- « What Is Whiteness? », The New York Times,‎ 20 juin 2015 (lire en ligne ),
- « What Whiteness Means in the Trump Era », The New York Times,‎ 12 novembre 2016 (lire en ligne ),
- « Long Divisions », sur The New Republic, 11 octobre 2017,
- « A Racist Attack Shows How Whiteness Evolves », The New York Times,‎ 26 octobre 2019 (lire en ligne ),
- « Improving American Democracy Means Working Locally for the Common Good », sur The New Republic, 2 décembre 2022,